# Cerbón
Cerbón település Spanyolországban, Soria tartományban. Cerbón Magaña, Fuentes de Magaña, Valtajeros, Valdeprado és Cigudosa községekkel határos. Lakosainak száma 30 fő (2024).

## Népesség
A település népessége az elmúlt években az alábbi módon változott:
| Lakosok száma | 48   | 46   | 40   | 37   | 40   | 36   | 34   | 28   | 30   | 30   |
|               | 2001 | 2004 | 2007 | 2009 | 2012 | 2014 | 2017 | 2019 | 2022 | 2024 |